# Nancy Scheper-Hughes
Nancy Scheper-Hughes (Nova Iorque, 1944) é antropóloga, educadora e autora. Ela é Professora Emérita de Antropologia do Chanceler e diretora e co-fundadora (com Margaret Lock) do programa de doutorado em Antropologia Médica Crítica da Universidade da Califórnia, Berkeley. Ela é conhecida por escrever sobre antropologia do corpo, fome, doença, medicina, maternidade, psiquiatria, psicose, sofrimento social, violência e genocídio, esquadrões da morte e tráfico humano .
Scheper-Hughes realizou trabalho de campo no Nordeste do Brasil, Argentina, Israel, África do Sul, Moldávia, Filipinas e Estados Unidos. Como diretora fundadora da Organs Watch, ela é consultora sobre tráfico humano para órgãos da União Européia, Interpol, Escritório das Nações Unidas sobre Tráfico Humano e Vaticano . Ela testemunhou (pro bono) em vários processos contra traficantes de pessoas. Ela foi testemunha do comércio de órgãos que trouxe pacientes renais israelenses de Israel, Europa e Nova York para Durban, África do Sul e 'vendedores de rins' de comunidades pobres em Recife. Em suas primeiras investigações de um anel internacional de corretores e seus vendedores de órgãos vivos com sede em Nova York, Nova Jersey e Israel levaram a várias prisões pelo FBI .

## Vida
Scheper-Hughes nasceu em Nova York, Nova York . Ela foi educada no Queens College e depois na University of California, Berkeley, onde obteve seu bacharelado em Ciências Sociais em 1970 e seu doutorado em Antropologia em 1976. Ela foi bolsista de pós-doutorado do Instituto Nacional de Saúde Mental (NIMH) no Laboratório de Desenvolvimento Humano da Universidade de Harvard, de 1979 a 1980.

## Realizações

### Pesquisas etnográficas
O primeiro livro de Scheper-Hughes, Saints, Scholars and Schizophrenics: Mental Illness in Rural Ireland (1979), foi um estudo da loucura entre fazendeiros solteiros e ganhou o prêmio Margaret Mead da Society for Applied Anthropology em 1980. O livro estabeleceu a capacidade de Scheper-Hughes de provocar polêmica por meio de sua escrita. Especialmente na Irlanda, muitos leitores ficaram ofendidos com seu retrato da desintegração da vida familiar rural irlandesa devido ao colapso da economia agrária. Na edição do 20º aniversário do livro, Scheper-Hughes forneceu uma atualização sobre as transições pelas quais a comunidade estava passando na época de sua pesquisa original. Ela também discutiu os desafios e a ética da etnografia, questões que vêm à tona à medida que os antropólogos trabalham cada vez mais em comunidades que podem ler e criticar seu trabalho.
Em seu livro posterior Death without Weeping: The Violence of Everyday life in Brazil (1993), ela discute a violência entre mães que se recusam a cuidar de seus filhos doentes. Mais uma vez, seu trabalho teve muitas críticas, dentro e fora do Brasil, devido à representação de mulheres forçadas por circunstâncias terríveis a racionar seu amor e favor para bebês e crianças que pareciam ter a melhor chance de sobrevivência e (ainda mais controverso) sua descrição de mães "colaborando" e "apressando" a morte de bebês considerados carentes de vontade ( desejo ), jeitinho ( jeito ) ou gosto ( gosto ) pela vida. Morte sem choro tornou-se uma espécie de clássico no campo da antropologia médica.
Além de suas monografias completas, Scheper-Hughes publicou sobre AIDS / HIV no Brasil e em Cuba, direitos humanos, esquadrões da morte, apartheid e violência em favelas na África do Sul e abuso sexual na Igreja Católica, cunhando ou popularizando tais termos como "corpo consciente" (1987, com Margaret Lock), "economia política das emoções" (1993a), "ética do bote salva-vidas" (1993b), "neocanibalismo" (2001), "cidadania sexual" (1994b ), o "continuum genocida", a "antropologia militante" e a antropologia "com os pés no chão" (1995). Um dos temas centrais que unificam os estudos de Scheper-Hughes é como a violência marca os corpos dos vulneráveis, pobres e privados de direitos com uma intimidade aterrorizante. Seu trabalho na América Latina, África do Sul, Irlanda e Europa Oriental traça a invisibilidade insidiosa da violência cotidiana, que muitas vezes torna os vulneráveis e explorados em seus próprios guardas e carrascos.
Além de sua própria pesquisa original, ela ajudou a divulgar o trabalho de estudiosos como o psiquiatra radical italiano Franco Basaglia, o educador brasileiro Paulo Freire e o médico e ecologista radical brasileiro Josué de Castro, para um público norte-americano mais amplo.

### Ativismo
Scheper-Hughes serviu como voluntária do Peace Corps no Brasil na década de 1960. Trabalhou como ativista e com movimentos sociais no Brasil (em defesa dos trabalhadores rurais, contra os esquadrões da morte e pelos direitos das crianças de rua) e nos Estados Unidos (como trabalhadora dos direitos civis e como trabalhadora católica para os sem-teto doentes mentais e contra a pesquisa de armas nucleares no Laboratório Nacional Lawrence Livermore ) e internacionalmente em defesa dos direitos daqueles que vendem seus rins.
Em 1999, Scheper-Hughes juntou-se a três outros professores para lançar a Organs Watch, uma organização dedicada à pesquisa sobre o tráfico global de órgãos humanos, rastreando os movimentos de pessoas e órgãos em todo o mundo, bem como as desigualdades globais que facilitam esse comércio. .
Em outubro de 2008, participou do programa da BBC HARDtalk expressando sua forte oposição à livre compra e venda de órgãos, mesmo que houvesse supervisão do governo por meio de regulamentação. Sua razão para esta posição é que ela sente que acabará por corromper todo o campo por causa da inevitabilidade de corretores se envolverem em satisfazer as demandas de compradores ricos por doadores de maior qualidade. Ela se opõe ao programa regulamentado de doação de órgãos do governo iraniano, envolvendo recompensas em dinheiro, e prevê que ele irá falhar. Sua preferência é por doações voluntárias gratuitas de familiares ou amigos. Ela caracterizou os esforços dos pacientes que esperam por um transplante de órgão para salvar suas vidas por meio da compra de um órgão substituto de um voluntário como apenas "uma nova forma de fetichismo de mercadoria". :198Ela lamenta o fato de que, para os pacientes moribundos à espera de um transplante, "no contexto tardio ou pós-moderno orientado para o consumidor, a antiga prescrição de virtude no sofrimento e graça na morte só pode parecer patentemente absurda". :200Ela recomenda, em vez disso, que as agora letalmente longas listas de espera para transplantes de órgãos sejam cortadas questionando "os direitos das crianças e das pessoas com mais de 70 anos de estar na lista de espera". :201
No entanto, em 2010, Nancy Scheper-Hughes já apoiava a compensação legal por doações de órgãos. Ela também diz que as indenizações já são pagas no sentido “não pergunte, não diga”. Por trás disso está o desespero devido à escassez de doações de órgãos.
Na década de 2000, Scheper-Hughes investigou uma quadrilha internacional de vendedores de órgãos com sede em Nova York, Nova Jersey e Israel . Ela entrevistou várias centenas de doadores de órgãos do terceiro mundo e relatou que todos eles sentiram que haviam sido explorados e muitas vezes ficavam doentes, incapazes de trabalhar e de obter assistência médica. Alguns deles foram levados a doar órgãos e ameaçados com uma arma quando tentaram resistir. Alguns transplantes ocorreram nos principais hospitais da cidade de Nova York, e Scheper-Hughes disse que o pessoal do hospital sabia que transplantes ilegais estavam ocorrendo. Ela informou o Federal Bureau of Investigation, o que levou a prisões vários anos depois.

## Prêmios
O primeiro livro de Scheper-Hughes, Saints, Scholars and Schizophrenics: Mental Illness in Rural Ireland (1979), um estudo da loucura entre fazendeiros solteiros, ganhou o prêmio Margaret Mead da Society for Applied Anthropology em 1980. Em abril de 2007, Scheper-Hughes recebeu o primeiro prêmio Berkeley William Sloane Coffin Jr. O prêmio reconhece a liderança moral entre os membros da comunidade da Universidade da Califórnia, Berkeley. O prêmio leva o nome de William Sloane Coffin, capelão da Universidade de Yale e ativista do Movimento dos Direitos Civis e do movimento pela paz .

## Escritos
- 2003  Commodifying Bodies. Co-edited with Loïc Wacquant. London: Sage Publications. Series in Theory, Culture, and Society.
- 2001 Saints, Scholars and Schizophrenics Berkeley: University of California Press. 20th Anniversary edition. Expanded and updated with new preface and epilogue
- 1999  Small Wars: The Cultural Politics of Childhood. Co-edited with Carolyn Sargent. Berkeley: University of California Press.
- 1993 Death without Weeping: The Violence of Everyday Life in Brazil. Berkeley: University of California Press. (Second edition, paperback).
- 1979   Saints, Scholars and Schizophrenics: Mental Illness in Rural Ireland. Berkeley: University of California Press.